# Pig Destroyer
Pig Destroyer là một ban nhạc grindcore người Mỹ thành lập tại Alexandria, Virginia.

## Tiểu sử
Ban nhạc thành lập năm 1997 với hát chính J. R. Hayes (Enemy Soil), tay guitar Scott Hull (Agoraphobic Nosebleed, Japanese Torture Comedy Hour, cựu thành viên Anal Cunt), và tay trống John Evans. Evans sau đó được thay thế bởi Brian Harvey. Blake Harrison (sample) tham gia ban nhạc ngay thước kỳ thu âm Phantom Limb.
Trong một cuộc phỏng vấn, Scott Hull phát biểu rằng anh muốn tên ban nhạc có tính hơi xúc phạm, nhưng vẫn sáng tạo hơn nên ban nhạc nhạc trước đó của Anh là Anal Cunt. Do không muốn dùng "Cop Killer" hay "Cop Destroyer", ban nhạc cuối cùng chọn tên "Pig Destroyer" ("pig" (lợn) là một từ lóng mang ý xấu để chỉ cảnh sát).
Relapse Records ký hợp đồng với ban nhạc và phát hành một plit 7" với ban nhạc Isis vào tháng 7 năm 2000. 38 Counts of Battery gồm toàn bộ những nhạc phẩm mà Pig Destroyer đã phát hành tới năm 2000, gồm cả plit với Gnob và nhóm screamo Orchid, cùng album đầu tay là Explosions In Ward 6 và những bản demo.
Prowler in the Yard, phát hành 2001, là album đầu tiên giúp Pig Destroyer có danh tiếng nhất định để có thể xem là "đại chúng" trong giới grindcore ngầm. Nhận những bài danh giá tích cực từ các tạp chí nổi tiếng như Kerrang! và Terrorizer, Prowler in the Yard mang ban nhạc đến vị trí hàng đầu trong New England Metal and Hardcore Festival và 2002 Relapse Records CMJ Showcase. Terrifyer (2004) có phần sản xuất tốt hơn Prowler in the Yard và 38 Counts of Battery. Có một DVD kèm theo tên "Natasha", cho thấy những thử nghiệm của nhóm với doom metal. Tay guitar Matthew Kevin Mills, thầy dạy guitar cũ của Hull, thu phầm lead guitar trong "Towering Flesh".
Phantom Limb được phát hành năm 2007 qua Relapse Records, với phần bìa đĩa được thiết kế bởi John Baizley (Baroness, Torche). Năm 2011, Harvey được thay thế bởi Adam Jarvis của Misery Index.
Ngày 8 tháng 8 năm 2012, bìa và tên của album thứ năm Book Burner được công bố. Nó được phát hành vào 22 tháng 10 năm 2012. Pig Destroyer biểu diễn trên sân khấu Terrorizer tại Damnation Festival ở Leeds tháng 11 năm 2012, đáng dấu bổi diễn đầu tiên của ban nhạc trong 8 năm.
Ngày 4 tháng 3 năm 2013, Pig Destroyer phát hành EP Mass & Volume qua Bandcamp. Được thu âm vào cuối thời kỳ thâu của Phantom Limb. Tháng 10, 2013, anh em họ của Adam Jarvis là John Jarvis tham gia Pig Destroyer với vai trò tay bass đầu tiên của ban nhạc. Năm 2015, Relapse công bố một phiên bản tái phát hành của album Prowler In The Yard, đây là phiên bản phối khí và master lại cùng những nhạc phẩm chưa được phát hành trước đó.
Ít nhất bốn videos đã được sản xuất: "Piss Angel" (từ Prowler in the Yard); "Gravedancer" (từ Terrifyer); "Loathsome" (từ Phantom Limb); and "The Diplomat" (từ Book Burner). Ba video đầu tiên đã được chiếu trên Headbangers Ball của MTV2, và mỗi video nhận được nhiều lượt xem hơn cái trước đó.